# ATC G01 – Nőgyógyászatban használt fertőzés elleni szerek és antiszeptikumok
Az ATC G01 – Nőgyógyászatban használt fertőzés elleni szerek és antiszeptikumok a gyógyszerek anatómiai, gyógyászati és kémiai osztályozási rendszerének (ATC) egyik alcsoportja.
| ATC G   | Urogenitális rendszer és nemi hormonok                             |
| ------- | ------------------------------------------------------------------ |
| ATC G01 | Nőgyógyászatban használt fertőzés elleni szerek és antiszeptikumok |
| ATC G02 | Egyéb nőgyógyászati készítmények                                   |
| ATC G03 | Nemi hormonok és a genitális rendszer modulátorai                  |
| ATC G04 | Urológiai készítmények                                             |

## G01A Fertőzés elleni szerek és antiszeptikumok (kiv. kombinációk kortikoszteroidokkal)

### G01AAAntibiotikumok
| ATC     | Magyar                  | INN                     | Gyógyszerkönyv                                                                 |
| ------- | ----------------------- | ----------------------- | ------------------------------------------------------------------------------ |
| G01AA01 | Nisztatin               | Nystatin                | Nystatinum                                                                     |
| G01AA02 | Natamicin               | Natamycin               |                                                                                |
| G01AA03 | Amfotericin B           | Amphotericin B          | Amphotericinum B                                                               |
| G01AA04 | Kandicidin              | Candicidin              |                                                                                |
| G01AA05 | Klóramfenikol           | Chloramphenicol         | Chloramphenicolum, Chloramphenicoli natrii succinas, Chloramphenicoli palmitas |
| G01AA06 | Hakimicin               | Hachimycin              |                                                                                |
| G01AA07 | Oxitetraciklin          | Oxytetracycline         | Oxytetracyclini hydrochloridum                                                 |
| G01AA08 | Karfecillin             | Carfecillin             |                                                                                |
| G01AA09 | Mepartricin             | Mepartricin             |                                                                                |
| G01AA10 | Klindamicin             | Clindamycin             | Clindamycini hydrochloridum                                                    |
| G01AA11 | Pentamicin              | Pentamycin              |                                                                                |
| G01AA51 | Nisztatin kombinációban | Nisztatin kombinációban |                                                                                |

### G01ABArzénvegyületek
| ATC     | Magyar    | INN       | Gyógyszerkönyv |
| ------- | --------- | --------- | -------------- |
| G01AB01 | Acetarzol | Acetarsol |                |

### G01ACKinolin-származékok
| ATC     | Magyar               | INN                    | Gyógyszerkönyv       |
| ------- | -------------------- | ---------------------- | -------------------- |
| G01AC01 | Dijodohidroxikinolin | Diiodohydroxyquinoline |                      |
| G01AC02 | Kliokinol            | Clioquinol             | Clioquinolum         |
| G01AC03 | Klorkinaldol         | Chlorquinaldol         |                      |
| G01AC05 | Dekalinium           | Dequalinium            | Dequalinii chloridum |
| G01AC06 | Broxikinolin         | Broxyquinoline         |                      |
| G01AC30 | Oxikinolin           | Oxyquinoline           |                      |

### G01AD Szerves savak
| ATC     | Magyar       | INN           | Gyógyszerkönyv                      |
| ------- | ------------ | ------------- | ----------------------------------- |
| G01AD01 | Tejsav       | Lactic acid   | Acidum lacticum, Acidum(S)-lacticum |
| G01AD02 | Ecetsav      | Acetic acid   | Acidum aceticum glaciale            |
| G01AD03 | Aszkorbinsav | Ascorbic acid | Acidum ascorbicum                   |

### G01AE Szulfonamidok
| ATC     | Magyar                      | INN                         | Gyógyszerkönyv |
| ------- | --------------------------- | --------------------------- | -------------- |
| G01AE01 | Szulfatolamid               | Sulfatolamide               |                |
| G01AE10 | Szulfonamidok kombinációban | Szulfonamidok kombinációban |                |

### G01AFImidazol-származékok
| ATC     | Magyar                             | INN                                | Gyógyszerkönyv                     |
| ------- | ---------------------------------- | ---------------------------------- | ---------------------------------- |
| G01AF01 | Metronidazol                       | Metronidazole                      | Metronidazolum                     |
| G01AF02 | Klotrimazol                        | Clotrimazole                       | Clotrimazolum                      |
| G01AF04 | Mikonazol                          | Miconazole                         | Miconazolum, Miconazoli nitras     |
| G01AF05 | Ekonazol                           | Econazole                          | Econazolum, Econazoli nitras       |
| G01AF06 | Ornidazol                          | Ornidazole                         |                                    |
| G01AF07 | Izokonazol                         | Isoconazole                        | Isoconazolum, Isoconazoli nitras   |
| G01AF08 | Tiokonazol                         | Tioconazole                        | Tioconazolum                       |
| G01AF11 | Ketokonazol                        | Ketoconazole                       | Ketoconazolum                      |
| G01AF12 | Fentikonazol                       | Fenticonazole                      | Fenticonazoli nitras               |
| G01AF13 | Azanidazol                         | Azanidazole                        |                                    |
| G01AF14 | Propenidazol                       | Propenidazole                      |                                    |
| G01AF15 | Butokonazol                        | Butoconazole                       |                                    |
| G01AF16 | Omokonazol                         | Omoconazole                        |                                    |
| G01AF17 | Oxikonazol                         | Oxiconazole                        |                                    |
| G01AF18 | Flutrimazol                        | Flutrimazole                       | Flutrimazolum                      |
| G01AF19 | Szertakonazol                      | Sertaconazole                      | Sertaconazoli nitras               |
| G01AF20 | Imidazol származékok kombinációban | Imidazol származékok kombinációban | Imidazol származékok kombinációban |

### G01AG Triazol-származékok
| ATC     | Magyar     | INN         | Gyógyszerkönyv |
| ------- | ---------- | ----------- | -------------- |
| G01AG02 | Terkonazol | Terconazole | Terconazolum   |

### G01AX Egyéb fertőzés elleni szerek  és antiszeptikumok
| ATC      | Magyar                                                        | INN                                                           | Gyógyszerkönyv                                                |
| -------- | ------------------------------------------------------------- | ------------------------------------------------------------- | ------------------------------------------------------------- |
| G01AX01  | Klodantoin                                                    | Clodantoin                                                    |                                                               |
| G01AX02  | Inozin                                                        | Inosine                                                       |                                                               |
| G01AX03  | Polikrezulén                                                  | Policresulen                                                  |                                                               |
| G01AX05  | Nifuratel                                                     | Nifuratel                                                     |                                                               |
| G01AX06  | Furazolidon                                                   | Furazolidon                                                   |                                                               |
| G01AX09  | Metilrozanilin                                                | Methylrosaniline                                              | Methylrosanilinii chloridum                                   |
| G01AX11  | Povidon-jód                                                   | Povidone-iodine                                               | Povidonum iodinatum                                           |
| G01AX12  | Ciklopirox                                                    | Ciclopirox                                                    | Ciclopiroxum, Ciclopirox olaminum                             |
| G01AX13  | Protiofát                                                     | Protiofate                                                    |                                                               |
| G01AX14  | Laktobacillus fermentum                                       | Lactobacillus fermentum                                       |                                                               |
| G01AX15  | Réz-uzninát                                                   | Copper usnate                                                 |                                                               |
| G01AX16  | Hexetidin                                                     | Hexetidine                                                    | Hexetidinum                                                   |
| G01AX66  | Oktenidin kombinációban                                       | Oktenidin kombinációban                                       |                                                               |
| QG01AX90 | Nitrofurál                                                    | Nitrofural                                                    |                                                               |
| QG01AX99 | Egyéb fertőzés elleni szerek és antiszeptikumok kombinációban | Egyéb fertőzés elleni szerek és antiszeptikumok kombinációban | Egyéb fertőzés elleni szerek és antiszeptikumok kombinációban |